# 100 Meilen Berlin
100 Meilen Berlin ist ein deutscher Ultramarathon, der seit 2011 in Berlin stattfindet und dessen Strecke dem Verlauf der ehem. Berliner Mauer folgt. Er soll nach Angaben des veranstaltenden Vereins LG Mauerweg Berlin e. V. an die Opfer der Mauer erinnern. Er wird immer an einem Wochenende um den 13. August, dem Tag des Mauerbaus, durchgeführt. 2012 fand die Veranstaltung nicht statt, weil zu diesem Zeitpunkt noch ein zweijähriger Rhythmus geplant war. Seit 2013 gibt es eine jährliche Abfolge. Nach dem Lauf 2014 wurde die Bezeichnung „Mauerweglauf“ hinzugefügt, um damit den Erinnerungsgedanken dieses Sportereignisses zu unterstreichen. Zugleich wird jedes Jahr einer anderen Person gedacht, die an der Berliner Mauer zu Tode kam. 2020 fiel der Lauf aufgrund behördlicher Anordnung im Kontext der Covid-19-Pandemie aus.
Neben Einzelläufern sind auch Staffeln vertreten. Möglich sind 2er-, 4er- oder 10plus-Staffeln (10 bis 28 Team-Mitglieder). Das Zeitlimit für Einzelläufer liegt bei 30 Stunden, für Staffeln sind 27 Stunden vorgegeben.

## Strecke

### Mauerweglauf
Die Strecke entspricht weitestgehend dem früheren Verlauf der Berliner Mauer mit einer Distanz von 100 Meilen (160,9 km). Jährlich erfolgt ein Richtungswechsel. Der Berliner Mauerweg ist ein größtenteils flacher und befestigter Rad- und Wanderweg. Start ist seit 2014 im Friedrich-Ludwig-Jahn-Sportpark im Berliner Ortsteil Prenzlauer Berg. Im Jahr 2023 startete der Mauerweglauf im Erika-Heß-Eisstadion im Berliner Ortsteil Wedding. Da das Erika-Heß-Eisstadion wegen Bauarbeiten im Jahr 2024 gesperrt war, wurde der Start erneut verlegt. Neuer Start- und Zielort wurde die Werner-Kluge-Sportanlage in der Kühnemannstraße in Berlin-Gesundbrunnen.
Von dort führt die Strecke zunächst in nördlicher Richtung über Frohnau bis nach Hennigsdorf, dann gen Südwesten nach Potsdam. Es folgt der südliche Abschnitt bis in Höhe Adlershof. Hier knickt die Strecke dann in nördlicher Richtung ab und nähert sich langsam bekannten Höhepunkten wie East Side Gallery, Checkpoint Charlie, Brandenburger Tor und Reichstag. Nach Erreichen der Bernauer Straße und der Gedenkstätte Berliner Mauer wird das Ziel wieder im Jahn-Sportpark erreicht. Bei dieser Beschreibung handelt es sich um den Streckenverlauf von 2019 (gegen den Uhrzeigersinn). Entlang der Strecke befinden sich insgesamt 27 Verpflegungspunkte (VP) im Abstand von 5 bis 8 Kilometern.

### Mauerwegmarsch
Im Jahr 2024 findet neben dem Lauf erstmals der Mauerwegmarsch statt. Dabei wird durch die teilnehmenden Wanderer etwas mehr als das letzte Drittel der offiziellen Strecke zurückgelegt. Start ist am VP »Sportplatz Teltow« und die Strecke folgt der des Mauerwegslaufes. Das Zeitlimit für die Wanderer liegt bei 16 Stunden. 

## Statistik

### Streckenrekorde
- Männer: 13:06:52 h, Mark Perkins , 2014
- Frauen: 13:53:57 h, Line Caliskaner , 2023

### Siegerlisten
Quellen: Website des Veranstalters, DUV
| Datum         | Männer                        | Nation                 | Zeit     | Frauen                     | Nation      | Zeit     |
| ------------- | ----------------------------- | ---------------------- | -------- | -------------------------- | ----------- | -------- |
| 17. Aug. 2024 | Iván Penalba López            | Spanien                | 13:52:02 | Carmen Maria Pérez Serrano | Spanien     | 15:16:33 |
| 12. Aug. 2023 | Marc Schneider                | Deutschland            | 14:36:07 | Line Caliskaner            | Norwegen    | 13:53:57 |
| 13. Aug. 2022 | Norman Mascher-Aspensjö       | Deutschland            | 14:45:39 | Sarah Mangler              | Deutschland | 16:56:01 |
| 14. Aug. 2021 | Iván Penalba López            | Spanien                | 14:06:41 | Shine Bar                  | Israel      | 17:04:36 |
| 17. Aug. 2019 | Sascha Dehling                | Deutschland            | 14:37:44 | Eleonora Rachele Corradini | Italien     | 15:22:49 |
| 11. Aug. 2018 | Yoshihiko Ishikawa            | Japan                  | 13:17:41 | Monika Biegasiewicz        | Polen       | 15:29:48 |
| 12. Aug. 2017 | Jan-Albert Lantink            | Niederlande            | 13:39:56 | Katrin Grieger             | Deutschland | 17:20:20 |
| 13. Aug. 2016 | Ariel Rozenfeld               | Israel                 | 15:20:48 | Tia Jones                  | Australien  | 17:03:32 |
| 15. Aug. 2015 | Marco Bonfiglio               | Italien                | 13:40:11 | Patricia Rolle             | Deutschland | 15:57:39 |
| 16. Aug. 2014 | Mark Perkins                  | Vereinigtes Königreich | 13:06:52 | Grit Seidel                | Deutschland | 18:16:29 |
| 17. Aug. 2013 | Peter Flock                   | Deutschland            | 15:53:45 | Annett Bahlcke             | Deutschland | 17:13:09 |
| 20. Aug. 2011 | Jan Prochaska Michael Vanicek | Deutschland            | 16:22:17 | Marika Heinlein            | Deutschland | 17:49:05 |

## Gedenken
Folgenden Maueropfern waren die bisherigen Läufe gewidmet:
| Jahr | Name                 |
| ---- | -------------------- |
| 2011 | Chris Gueffroy       |
| 2013 | Günther Litfin       |
| 2014 | Peter Fechter        |
| 2015 | Marienetta Jirkowski |
| 2016 | Karl-Heinz Kube      |
| 2017 | Dorit Schmiel        |
| 2018 | Jörg Hartmann        |
| 2019 | Dieter Wohlfahrt     |
| 2020 | Dieter Berger        |
| 2022 | Ulrich Steinhauer    |
| 2023 | Erna Kelm            |
| 2024 | Silvio Proksch       |